# Teodor Myszczyński
Teodor Myszczyński herbu Kolumna – sędzia ziemski zakroczymski w 1762 roku, podsędek zakroczymski w 1750 roku, skarbnik zakroczymski w 1742 roku, deputat na Trybunał Główny Koronny w 1766 roku. 
Był elektorem Stanisława Augusta Poniatowskiego w 1764 roku z ziemi zakroczymskiej.
Poseł na sejm 1778 roku z ziemi zakroczymskiej.